# Château du Verduron
La renommée du château du Verduron, ou château des Sphinx, est due à Louis Blouin, premier valet du roi Louis XIV entre 1704 et 1715, ainsi qu’à Victorien Sardou, auteur dramatique français et ancien maire de Marly-le-Roi.
Le château du Verduron est sis place Victorien Sardou à Marly-le-Roi, commune des Yvelines. Il s’agissait au départ d’une simple bâtisse d’un étage. Passée de main en main depuis sa construction, elle a finalement été rachetée au début des années 2000 par la SCI Le Verduron pour être l’objet d’une réhabilitation confiée à la société Cogemad, sous la direction d’Emad Khashoggi (en), responsable du projet du Château Louis XIV à Louveciennes et de la réhabilitation du palais Rose du Vésinet.
Le château aurait ensuite été cédé dans les années 2010 à Monsieur Al-Thani, ancien émir du Qatar et propriétaire du PSG,.

## Histoire
L’histoire de cette propriété est riche et complexe. L’emplacement actuel du château du Verduron était occupé dès le Moyen Âge par les Seigneurs de Montmorency.
La propriété est ensuite passée de mains en mains et la légende a obscurci l’histoire des lieux ; notamment à cause de la confusion qui peut exister entre Jérôme Blouin et son frère, Louis, premier valet du roi Louis XIV. Ainsi, pour certains, Louis XIV donne une partie de l’ancien domaine seigneurial à Louis Blouin, son premier valet, gouverneur de Versailles et de Marly, les deux principaux châteaux royaux de l’époque.
D’autres estiment que Louis Blouin a acquis cette propriété de Léon Bierry, conseiller du Roi et contrôleur général des rentes à l’Hôtel de Ville.
Enfin, l’enquête GRAHAL de 2002, réalisée à partir des actes notariés recherchés aux Archives nationales et aux Archives départementales de Versailles ne mentionne Blouin qu’à titre de locataire des lieux, à partir de 1726 soit bien après le décès du roi Louis XIV.
Avant cela, la propriété était occupée par la fille de Léon Bierry et son époux, le sieur Fresson, avocat au parlement de Versailles. Ils semblent avoir considérablement agrandi la propriété d’alors. Les héritiers de Fresson vendent le domaine en 1722 à César-Pierre Landais de Soisel, conseiller et secrétaire du Roi Louis XIV. C’est lui qui concède le bail à vie à Blouin en 1726.
L’occupation par Blouin, à quelque titre que ce soit, a fortement marqué l’histoire de ce monument. Décrit comme « favori du Roi » et « petit mécène », Blouin est considéré comme un homme de goût et d’esprit. Il aime s’entourer de « tout ce qui avait qualité dans le monde des arts et des lettres ». On a ainsi pu croiser dans sa propriété de Marly des personnages illustres de son temps tels Coysevox, Racine, Boileau, Girardon ou encore Mignard.
À la mort de Blouin en 1729, la comtesse de Feuquières, fille du peintre Mignard, maîtresse de Blouin, occupe la demeure jusqu’à son propre décès en 1742.
La comtesse de Vassé acquiert la propriété en 1751. Elle la conserve jusqu’à son trépas en juin 1768.
En 1769, le comte de Jaucourt, héritier de la comtesse de Vassé cède le Château à Augustin-Louis-Marie Rouillé, chevalier et seigneur de Vaugien. Mais celui-ci vend la même année l’usufruit à Mme de Saint-Martin dont le mari obtient le droit d’exploiter les glacières du parc. Plus tard, en 1781, Rouillé, ruiné, se départ également de la nue propriété en faveur du couple de Villemorien. En 1784, ceux-ci réunissent enfin la pleine propriété en rachetant l’usufruit à l’héritière de la veuve Saint-Martin. 
M. de Villemorien, fermier général et son épouse, fille de fermier général, possèdent un terrain séparé du château du Verduron par le chemin de la Forêt de Marly, propriété royale. Ils obtiennent l’autorisation de jeter un pont couvert par-dessus le chemin et agrandissent ainsi la propriété. La demeure est alors réputée pour les fêtes prestigieuses données par l’hôtesse et les hôtes de qualité s’y succèdent, tel Saint-Aubin qui immortalise ces fêtes dans sa gravure Le Bal paré.
En 1792, devenue veuve puis remariée, Mme de Villemorien vend le château du Verduron à Charles-Michel Trudaine de la Sablière. Celui-ci, rattrapé par la Révolution française, meurt sur l’échafaud peu de temps après. Seize héritiers se disputent la succession, et notamment de la propriété de Marly. C’est finalement le citoyen Augustin d’Herblez et son épouse qui l’emportent en rachetant les parts des cohéritiers.
Le château change à nouveau de propriétaire en 1797, au profit de Marie-Joseph Bourgouin. La demeure inoccupée est alors en péril, jusqu’au rachat par le banquier parisien Pierre-Antoine Ravel en juin 1802. À noter toutefois pour cette époque l’anecdote de la chasse de Napoléon Bonaparte, alors premier consul, qui se fait ouvrir les grilles du parc abandonné et traverse avec sa chasse le salon afin de forcer un cerf…
L’héritier de Ravel vend une fois de plus la propriété en 1838. C’est la princesse Anne-Élie-Marie de Montmorency-Beaumont-Luxembourg, lointaine descendante des Seigneurs de Montmorency comme fille du prince Anne-Christian de Montmorency-Luxembourg, duc de Beaumont et pair de France, qui occupe les terres de ses ancêtres sous la Restauration. Mais cette occupation n’est que de courte durée. Face à la peur de l’échafaud, elle se laisse brimer dans son droit de propriété par ses voisins libéraux, alliés au maire de Marly-le-Roi. À sa mort, la propriété est rétrocédée par son héritier à ses parents, le couple de Béthune-Sully qui utilisent le Château comme un hôpital privé pour Mme de Béthune-Sully souffrant de démence sénile.
En 1863, « un promeneur, monté sur un âne, qui le mène par les bois à sa guise, voit tout à coup son coursier s’arrêter au bord d’un saut-de-loup, tout garni de chardons appétissants. Notre homme, séduit d’abord par la fraîcheur du lieu et par sa solitude, se penche, et à travers les grands arbres qui bordent l’autre côté du saut-de-loup, cherche à voir ce que leur feuillage épais lui dérobe. » Ce « promeneur » n’est autre que le dramaturge Victorien Sardou qui tombe amoureux de l’endroit et désire ardemment l’acquérir. Il l’achète effectivement en août 1863. Il modifie alors le visage de la propriété par son goût des collections et les cadeaux de son entourage.
Dans le jardin, il installa un grand écusson flanqué de deux putti, vestiges du palais des Tuileries incendié sous la Commune.
Dramaturge à succès, il est entouré d’une cour d’artistes qui le flattent et participent volontiers aux grandes réceptions de l’auteur dans sa propriété de Marly-le-Roi. Victorien Sardou s’implique aussi dans la vie de la commune de Marly. Mais Sardou connaît sa fin lorsqu’il organise une véritable « Contre-Révolution ». Malgré cette déchéance, il conserve son Château des Sphinx. À sa mort en 1908, l’usufruit de la propriété est concédé à son épouse, tandis que la nue propriété revient à ses quatre enfants. Ceux-ci, en récupérant l’usufruit au décès de leur mère, revendent la propriété à Bertrand-Louis-Eugène Mir.
À la mort de ce dernier en 1930, ses nièces héritent. Au terme du partage de la succession, seule la marquise de Gonet obtient la propriété du domaine. En 1940, la marquise fait donation de la propriété à ses deux filles, constituant deux lots : d’une part « le Château des Sphinx » et, d’autre part, « l’Orangerie ».
Le « château des Sphinx » est cédé à la compagnie d'assurance Axa en 1970. Il passera ensuite de main en main et bénéficiera de plusieurs rénovations.

## Architecture
L’histoire de l’architecture du Château du Verduron prête elle aussi à confusion.
Le « premier noyau » daterait de 1665 et serait dû au sieur Guillaume, bourgeois de Paris. Ce noyau originel aurait subi une première modification à l’époque des époux Fresson.
D’après Camille Piton, spécialiste de l’histoire de Marly-le-Roi, la bâtisse n’a pas été modifiée depuis son édification au temps de Louis XIV, si ce n’est quelques apports intérieurs du temps de Louis XVI. Pourtant, la majorité des auteurs parlent d’un « noyau » sobre, agrandi par les propriétaires successifs.
En 1720, la demeure est décrite comme « une maison de plaisance ». Elle est constituée d’un rez-de-chaussée, d’un premier étage et d’un grenier. Un agrandissement semble attester à l’époque de l’occupation par Blouin, sans doute prévu par le bail à vie. Il semble que Blouin ait été autorisé à transformer la maison « en un véritable petit château campagnard ». Là encore, les attributions architecturales divergent. Certains auteurs expliquent que Louis XIV les aurait confiées à Mansart lui-mêmetandis que d’autres estiment que c’est sur les plans de Lemoyne qu’il a été bâti.<re>Le Patrimoine des communes des Yvelines, Patrimoine des communes de France, 2000, p. 455. Toujours est-il que la demeure se pare d’un « second pavillon en avant-corps ».
Un nouvel agrandissement du château du Verduron est avéré du temps de la propriété de la comtesse de Vassé. Elle paraît avoir ajouté un nouveau corps de logis attenant au bâtiment principal.
Plus tard, Mme de Villemorien modifia encore la propriété en réunissant le Château du Verduron tel qu’alors et une autre de ses propriétés, au moyen d’un pont couvert passant au-dessus du chemin de la forêt. Elle fait également restaurer des communs. Enfin, elle fait relier le pavillon d’entrée au corps principal du logis afin d’y abriter sa bibliothèque, apparemment riche. Mais c’est le visage du parc qu’elle va principalement transformer. En effet, jusque-là classique, soit jardin à la française, ordonné, elle crée au contraire un jardin à l’anglaise.
Laissée à l’abandon et au bord de la ruine par Marie-Joseph Bourgouin, la propriété est restaurée par Pierre-Antoine Ravel qui la transforme en « une confortable demeure bourgeoise ». Il semble qu’il ait ajouté des éléments « pittoresques » dans le parc : une chaumière, une grotte...
La propriété subit de nouvelles avanies après la Restauration, rognée sans une protestation de sa propriétaire par les libéraux. Toutefois, Anne-Elie-Marie de Montmorency parvient à regagner du terrain en rachetant de nouvelles parcelles mises en vente par la municipalité. Mais le parc et l’agencement des bâtiments en sortent profondément modifiés.
Les aménagements suivants sont imputables à Victorien Sardou. Il opère des agrandissements, des restaurations, mais surtout l’aménagement du parc. On lui doit notamment le nouvel aménagement de l’entrée avec la grille monumentale et l’allée des Sphinx qui vaut à la propriété le surnom de « château des Sphinx ». La grille monumentale est offerte à Sardou par la Comédie-Française ; il s’agit d’une copie de la grille de l’orangerie de Versailles ; quant aux dix sphinx en granit qui bordent l’allée menant de la grille au logis, Victorien Sardou les ramène du Pavillon du Sultan de l’Exposition universelle de 1867. Il construit aussi une nouvelle orangerie à l’extrémité Sud-Est du domaine.
Mir modifie à nouveau le visage du château en faisant construire un nouvel avant-corps en rotonde surmonté d’un dôme sur la façade secondaire. Cette rotonde et son dôme donnent son apparence actuelle au château du Verduron. La SCI Le Verduron entreprend une grande campagne de restauration du château, confiées à l’architecte André Contenay.
Dans les années 1970, le château est entièrement rénové pour la compagnie d’assurances Axa qui occupe alors les lieux. Comme de coutume dans cette période, cette rénovation se fera au détriment des décors authentiques encore présents à cette époque. Panneaux sculptés, corniches et autres moulures se voient donc supprimés au profit d’un décor plus moderne.
De 1999 à 2001, la société Cogemad, sous la direction d’Emad Khashoggi, est mandatée pour rénover entièrement le château du Verduron en lui redonnant son aspect d’antan, dans le respect des canons architecturaux du XVIIe siècle. Les matériaux nobles de l’époque retrouvent alors leur place dans les lieux : marbres, dorure, panneaux de bois sculpté, parquets style Versailles, pierre de taille, etc.